# 歐洲輸電系統運營商聯盟
欧洲输电系统运营商联盟 (聯盟) 是欧洲输电系统的运营商的网络，代表来自欧洲35个国家的 39 家输电系统运营商(TSO)，延伸到欧盟境外。 這聯盟于2009 年由欧盟内部能源市场第三方案建立并赋予法律授权，旨在进一步开放欧盟的天然气和电力市场。

## 历史
2008年6月27日，36家欧洲输电系统运营商在布拉格签署了创建 這聯盟的意向声明。 聯盟於2008年12月19日在布鲁塞尔成立，由 42家運營商作为电力传输系统运营商的六个区域协会的继承者 。聯盟于 2009年7月1日开始运作。以前歐洲6個輸電系統的协会 (ETSO、ATSOI、UKTSOA、NORDEL、UCTE 和 BALTSO) 都成为聯盟的一部分，亦同时保留以前的数据，以便大眾利益。
這聯盟的创建是在欧盟通過能源市场的第三方案后发起的。  2003 年，欧盟委员会对六个欧洲国家的电力市场竞争进行了部门调查。审查了这些国家的竞争後，最终报告指出仍有严重问题需要解決，因成员国市场之间的整合还不够充分。此外，还指出這市場缺乏了透明可用的數據。 因此，欧盟委员会于2007年9月通过了能源市场的第三方案。

## 目标
根据其网站，這聯盟“促进欧洲输电系统运营商之间更密切的合作，以支持欧盟能源政策的实施并实现欧洲的能源和气候政策的目标，这些目标正在改变电力系统的本质。 這聯盟的主要目标集中在把风能和太阳能等再生能源并入电力系统，以完滿足歐盟的能源需求，並維護歐洲能源市場的經濟性、可持續性和供应安全的政策目标。聯盟旨在成为与输电系统运营商和欧洲网络相关的所有技术、市场和政策问题的焦点，与电力系统用户、欧盟机构、监管机构和国家政府进行交互。” 

## 成员
输电系统运营商负责主要高压电网上的大量电力传输。 输电系统运营商根据非歧视和透明的规则为电力市场参与者 (電力公司、贸易商、供应商、分销商和直接连接的客户) 提供电网接入。在许多国家，运营商也负责电网基础设施的开发。欧盟电力市场中的运营商是独立于其他电力市场参与者运营的实体。
截至 2022年4月24日，歐洲輸電系統運營商聯盟包含来自36个国家的 43 个输电系统运营商，但由于英国脫欧，三个英国的运营商都离开了聯盟，只剩下北爱尔兰的仍留在聯盟裡 (因與愛爾蘭共用電網)。
| ISO國家代碼 | 國家       | 原名                                                              | 簡稱                       |
| ----------- | ---------- | ----------------------------------------------------------------- | -------------------------- |
| AL          | 阿爾巴尼亞 | Operatori i Sistemit te Transmetimit                              | OST （页面存档备份，存于） |
| AT          | 奧地利     | Austrian Power Grid AG                                            | APG （页面存档备份，存于） |
| AT          | 奧地利     | Vorarlberger Übertragungsnetz                                     | VUEN                       |
| BA          | 波斯尼亞   | BiH Independent System Operator                                   | NOS BiH                    |
| BE          | 比利時     | Elia Transmission Belgium                                         | Elia                       |
| BG          | 保加利亞   | Electroenergien Sistemen Operator                                 | ESO                        |
| HR          | 克羅地亞   | Croatian Transmission System Operator                             | HOPS                       |
| CY          | 塞浦路斯   | Cyprus Transmission System Operator                               | Cyprus TSO                 |
| CZ          | 捷克       | ČEPS                                                              | ČEPS                       |
| DK          | 丹麥       | Energinet                                                         |                            |
| EE          | 愛沙尼亞   | Elering                                                           |                            |
| FI          | 芬蘭       | Fingrid                                                           |                            |
| FR          | 法國       | Réseau de Transport d'Électricité                                 | RTE                        |
| DE          | 德國       | TransnetBW                                                        | TNG                        |
| DE          | 德國       | Tennet TSO                                                        | TTG                        |
| DE          | 德國       | Amprion                                                           |                            |
| DE          | 德國       | 50Hertz Transmission                                              | 50Hertz                    |
| GR          | 希臘       | Independent Power Transmission Operator                           | IPTO (or ADMIE)            |
| HU          | 匈牙利     | MAVIR Magyar Villamosenergia-ipari Átviteli Rendszerirányító ZRt. | MAVIR                      |
| IS          | 冰島       | Landsnet                                                          |                            |
| IE          | 愛爾蘭     | EirGrid                                                           |                            |
| IT          | 意大利     | Terna                                                             |                            |
| LV          | 拉脫維亞   | Augstsprieguma tīkls                                              | AST                        |
| LT          | 立陶宛     | Litgrid                                                           |                            |
| LU          | 盧森堡     | Creos Luxembourg                                                  |                            |
| MK          | 北馬其頓   | MEPSO                                                             |                            |
| ME          | 黑山       | Crnogorski elektroprenosni sistem AD                              | CGES                       |
| NL          | 荷蘭       | TenneT                                                            |                            |
| NO          | 挪威       | Statnett                                                          |                            |
| PL          | 波蘭       | Polskie Sieci Elektroenergetyczne                                 | PSE                        |
| PT          | 葡萄牙     | Redes Energéticas Nacionais                                       | REN                        |
| RO          | 羅馬尼亞   | Transelectrica                                                    |                            |
| RS          | 塞爾維亞   | Elektromreža Srbije                                               | EMS                        |
| SK          | 斯洛伐克   | Slovenská elektrizačná prenosová sústava                          | SEPS                       |
| SI          | 斯洛文尼亞 | Elektro-Slovenija                                                 | ELES                       |
| ES          | 西班牙     | Red Eléctrica de España                                           | REE                        |
| SE          | 瑞典       | Svenska Kraftnät                                                  | SVK                        |
| CH          | 瑞士       | Swissgrid                                                         | Swissgrid                  |
| UA          | 烏克蘭     | Ukrenergo                                                         | Ukrenergo                  |
| GB          | 英國       | System Operator for Northern Ireland                              | SONI                       |

## 地理区域

范围地图

這聯盟成员的输电系统运营商覆盖的地理区域分为五个同步電網和两个隔离系统（塞浦路斯和冰岛）。同步電網是通过各自的电力系统连接的国家组。系统的频率（50 Hz，通常只有非常小的偏差）在每个区域内是同步的，并且该区域中任何地方的干扰都會在整个区域内记录下。各个同步区域通过直流互连器互连。
同步電網的好处包括发电能力的汇集、储备的共同供应，这两者都可以节省成本，以及在发生干扰时互助，从而降低备用电力成本（例如在发生干扰或停电的情况下）。 

## 法律基础
第三能源方案和法规 (EC) No 714/2009 关于电力监管中跨境交换网络的接入条件规定了聯盟的任务和责任。 (EU) 838/2010 关于与输电系统运营商间补偿机制相关的指导方针的条例，规定了运营商就托管跨境电力流动所产生的成本获得补偿的方法。关于跨欧洲能源基础设施指南的 (EU) 347/2013 条例，定义了欧洲共同利益项目 (PCI) 将聯盟的网络发展十年计划 (TYNDP) 作为项目的选择。 這聯盟还被授权开发相应的成本效益方法评估输电基础设施项目。
透明度条例 (EU) No. 543/2013 关于电力市场数据的提交和发布，欧洲成员国数据提供者和擁有者必须提交与发电、负载、传输、平衡、中断和拥塞管理相关的基本資訊，以便通过聯猛发布透明平台。

## 主要活动

### 泛欧输电网络计划和成本效益分析
2016 年网络发展十年计划 由這聯盟与利益相关者密切合作起草，并在歐盟能源管控合作的專門機構 (ACER) 的审查下最终被欧盟委员会采纳。它是现有唯一的泛欧网络发展计划，也是选择欧盟共同利益项目的基础。  项目的列表不是由聯盟固定的，而是受欧盟委员会和欧盟成员国领导的不同流程的约束。
這十年計劃每两年更新一次。如果想被纳入計劃裡，每个项目，无论是传输还是存储，都必须经过成本效益分析。收益分析方法由 聯盟 与利益相关者协商开发并被欧盟委员会采用。它根据社会经济和环境标准评估项目。 

### 充足性预测
聯盟 发布夏季和冬季发电展望以及长期系统充足性预测、情景展望和充足性预测 (SO&AF)。這预测评估是否有足够的发电量来满足供应，并强调邻国在特定国家的危急情况下为发电/需求平衡做出贡献的可能性。 预测分析系统的长期充足性，并与投资决策相关联。

### 网络代码
聯盟的网络代码是由聯盟在能源管控合作的專門機構的指导下与利益相关者协商起草的具有约束力的泛欧规则。网络代码分为三个领域：
- 将发电机、需求和直流线路连接到输电网的连接代码；
- 管理泛欧电力系统如何运作的操作规范；
- 和市场法规促进和协调跨欧洲边界的电力交易。 [13] [25]

网络代码的起草和采用过程由第三方案定义。能源管控合作的專門機構开发了一个框架指南，为每个代码设置策略选择。在此基础上，聯盟 与利益相关者协商起草了这些规范。在專門機構的意见和建议通过后，每个代码都通过程序提交於欧盟委员会批准，即由成员国代表投票表决，从而成为欧盟法律，直接约束并在所有成员国实施。

### 透明平台
聯盟 的中央信息透明平台提供对泛欧批发能源生产、传输和消费的基本数据和信息的免费访问。

### 研究、开发和创新
为实现欧盟的目标，聯盟的研发路线图提供了对运营商实施的电网项目的愿景。路线图得到年度研发实施计划的支持， 结合了自上而下和自下而上的方法来满足路线图的要求。這聯盟每年发布一份研发监测报告 ，评估与输电系统运营商相关的研发工作的进展情况。

## 管治
這聯盟是根据比利时法律成立的国际非营利组织 (AISBL)。 聯盟由其成员资助。输电系统运营商根据服务的国家数量和人口对预算做出贡献。 
聯盟的最高机构是大会，由目前所有 43 名成员的行政總裁级代表组成。 聯盟的董事会每两年从全体成员中通过大会选举产生，並包括12 名代表。总裁、副总裁和委员会主席应邀出席董事会会议，而董事会协调委员会并执行大会的决定 。
這聯盟建立了四个专门委员会 ，由成员的输电系统运营商的管理人员组成。每个委员会领导多个区域小组和工作组。
在与四个委员会相同的级别上，横向法律和监管小组就法律和监管问题向所有 聯盟 机构提供建议。此外，数据、网络代码实施和欧盟事务方面的专家组为协会提供特定的专业知识和工作产品。
這聯盟的秘书处於布鲁塞尔。它由秘书长领导，向欧洲机构、监管机构和利益相关者代表聯盟。

### 组织结构图
| 位置                              | 姓名                  |
| --------------------------------- | --------------------- |
| 总统                              | 赫维·拉法耶           |
| 副总统                            | 兹比涅克·博尔迪什     |
| 董事会主席                        | 约阿希姆·万泽塔       |
| 董事会副主席                      | 利亚姆·瑞恩           |
| 秘书长                            | 索尼娅·托希格         |
| 主管 - 政策、沟通和利益相关者管理 | 德里克·劳勒           |
| 负责人 - 数字和 IT 部门           | 尼古拉斯·里切         |
| 主管 - 企业服务                   | 伯特兰·马卡贝奥       |
| 总法律顾问 - 治理事务             | 弗洛伦斯·梅尔基奥     |
| 主管 - 法律                       | 伊万·塔莱斯基         |
| 负责人 - 市场                     | 佐尔坦居莱            |
| 主管 - 创新                       | 诺雷拉·康斯坦丁内斯库 |
| 主管 - 系统开发                   | 埃德温·海森           |
| 主管 - 系统运营                   | 布鲁诺·古弗尼尔       |

## 关键数据（2022 年）
- 39 家传输系统运营商
- 35个欧洲国家
- 服务了 5.32亿 客户
- 312,693公里 (194,298英里) 传输线
- 3,174.2 TWh 电力输送
- 成员之间的电力交换为 423,586 GWh
- 1,023,721 MW 并网发电容量[13]